# Von der Gründung Magdeburgs
Die Sage Von der Gründung Magdeburgs verlegt den Zeitpunkt der Gründung Magdeburgs in die Römerzeit zu Zeiten Julius Cäsars.

## Sage
Nach seinem Sieg über die Gallier und dem Einmarsch in germanisches Gebiet drang Cäsar bis an die Elbe vor. An der Elbe ließ er sodann eine Grenzburg errichten. Eine Ortschaft beträchtlichen Ausmaßes gedieh unweit der Grenzburg. In der Ortschaft ließ der Kaiser einen bedeutenden Tempel errichten, welcher der Göttin Diana oder der Parthenis geweiht war. Die Ortschaft erhielt dadurch den Namen Parthenopolis, was zu Deutsch Jungfrauen- bzw. Mägdestadt bedeutet.

## Geschichtlicher Hintergrund
Julius Cäsar ließ entlang des Rheins einige Kastelle, einen Limes errichten und gründete am Rhein unzählige römische Städte. Beweise, dass er außer einigen Erkundungsvorstößen Vorstöße in das Gebiet jenseits von Rhein und Donau unternahm, wurden bisher nicht entdeckt. Deshalb ist es unwahrscheinlich, dass Julius Cäsar an der Elbe eine Stadt gegründet hat. Pläne zur Unterwerfung der Germanen und zur Schaffung einer neuen römischen Provinz gab es wohl erst ab dem Jahr 16 v. Chr. durch Octavian, Adoptivsohn Cäsars und späterer Kaiser Augustus. Er ließ entlang des Rheins von der Nordsee bis zum Main acht Legionen und diverse Hilfstruppen mit insgesamt über 60.000 Mann an Fußvolk und Reitern für eine große Germanienoffensive stationieren.

## Einzelnachweis
1. 1 2  Axel Kühling: Magdeburger Sagen Erster Teil. Delta-D, 2001, S. 5.